# Urutaí
Urutaí é um município brasileiro do estado de Goiás.
Pertencente a mesoregião de Pires do Rio tem uma área de 626,717 km2.

## Geografia
Sua população estimada pelo censo 2010 foi de 3.058 habitantes.